# معادلة جيبس-هلمهولتز

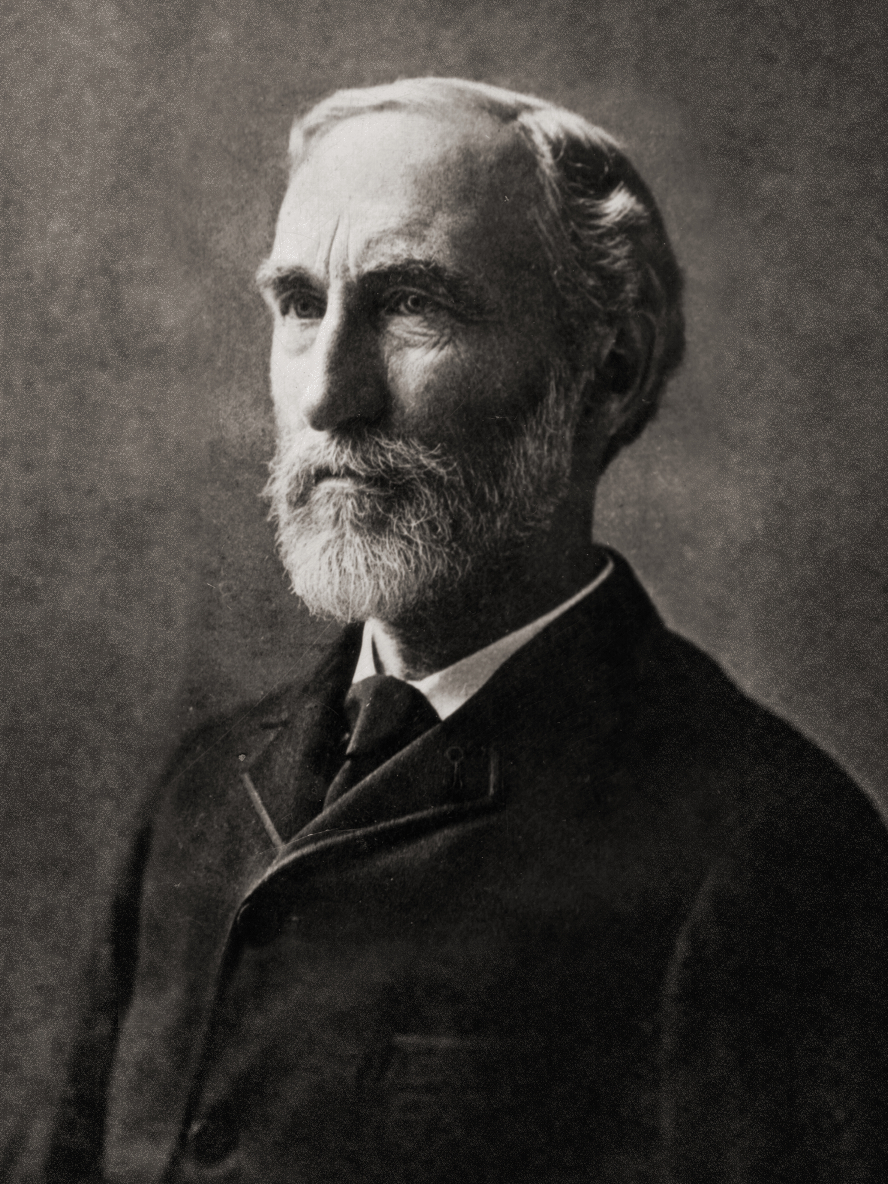

معادلة جيبس-هلمهولتز أومعادلة غيبس-هلمهولتزفي الفيزياء والكيمياء (بالإنجليزية: Gibbs-Helmholtz equation) تختص بوصف حالة الطاقة في نظام ترموديناميكي وحالة خواص أخرى للنظام. لتلك المعادلة دورا كبيرا في وصف سير التفاعلات الكيميائية أو عمليات أخرى مثل الانتشار، وأهم من ذلك كله قدرة النظام على أداء شغل لنا.
صيغة المعادلة كمعادلة تفاضلية كالآتي:
{\displaystyle \left({\frac {\partial }{\partial T}}\left({\frac {G}{T}}\right)\right)_{p,\{n_{j}\}}=-{\frac {H}{T^{2}}}}
المعادلة تصف تغير طاقة غيبس الحرة G بتغير درجة الحرارة T.
حيث:
T : درجة الحرارة المطلقة
G : الإنثالبي الحر
H : إنثالبي
p : الضغط
{\displaystyle n_{j}} : كمية المادة من النوع j في مخلوط.
المعادلة تصف مخلوط من المواد، ونجري عملية الجمع على جميع أنواع المواد {\displaystyle n_{j}} الموجودة في المخلوط. وتنطبق المعادلة على نظام مفتوح، حيث يمكن فيه تبادل مواد. أما بالنسبة إلى نظام مغلق (أي معزول عن الخارج) فلا تنطبق عليه المعادلة.

## استنباطها
يمكننا التوصل إلى العلاقة بين إنثالبي جيبس 
{\displaystyle G(T,p,\{n_{j}\})} والطاقة الداخلية {\displaystyle U(S,V,\{n_{j}\})}
لنظام system عن طريق استخام تحويل ليجاندر فنحصل على الصيغة التالية (حيث S الإنتروبية، و V حجم النظام، و p الضغط في النظام، و T درجة الحرارة المطلقة):
{\displaystyle G(T,p,\{n_{j}\})=U(S,V,\{n_{j}\})+pV-TS\,}
كما يمكن كتابتها في صورتها التفاضلية على الشكل:
{\displaystyle {\begin{aligned}dG&=\left.{\frac {\partial G}{\partial T}}\right|_{p,\{n_{j}\}}\cdot dT+\left.{\frac {\partial G}{\partial p}}\right|_{T,\{n_{j}\}}\cdot dp+\sum _{j}\left.{\frac {\partial G}{\partial n_{j}}}\right|_{T,\{n_{j}\}^{*}}\cdot dn_{j}\\&=-S\cdot dT+V\cdot dp+\sum _{j}\mu _{j}\cdot dn_{j}\end{aligned}}}
حيث أن {\displaystyle \mu _{j}} هو الجهد الكيميائي للمادة j في المخلوط.
بعد إجراء تحويل ليجاندر بين الإنثالبي H 
و إنثالبي جيبس 
G فنحصل على:
{\displaystyle H=G+TS\,}
فإذا عوضنا عن الإنتروبية S من الصيغة التفاضلية فيها نحصل على:
{\displaystyle H=-\left[-G+T(-S)\right]=-\left[-G+T\left.{\frac {\partial G}{\partial T}}\right|_{p,\{n_{j}\}}\right]}
وعند إجراء قاعدة التناسب لحساب التفاضل:
{\displaystyle H=-\left[{\frac {{\frac {\partial G}{\partial T}}\cdot T-G\cdot {\frac {\partial T}{\partial T}}}{T^{2}}}\right]\cdot T^{2}=-{\frac {\partial }{\partial T}}\left({\frac {G}{T}}\right)_{p,\{n_{j}\}}\cdot T^{2}}
وتلك هي صيغة معادلة جيبس-هلمهولتز.

## صيغ أخرى لها
تستخدم بعض الكتب الصيغ التالية:
{\displaystyle {\frac {\partial }{\partial T}}\left({\frac {G}{T}}\right)=-{\frac {H}{T^{2}}}=H{\frac {\partial }{\partial T}}\left({\frac {1}{T}}\right)}
أي أن الإنثالبية H تساوي:
{\displaystyle H={\frac {{\frac {\partial }{\partial T}}\left({\frac {G}{T}}\right)_{p,\{n_{j}\}}}{{\frac {\partial }{\partial T}}\left({\frac {1}{T}}\right)}}}
وباستخدام قاعدة التفاضل المتتالي لحساب التفاضل يمكننا إثبات أن الإنثالبية (أي المحتوى الحراري (الكلي) للنظام) هي:
{\displaystyle H=\left.{\frac {\partial \left({\frac {G}{T}}\right)}{\partial \left({\frac {1}{T}}\right)}}\right|_{p,\{n_{j}\}}}
كما أن المعادلة التي تقابلنا كثيرا في الكتب
{\displaystyle \Delta G=\Delta H-T\cdot \Delta S}
ما هي إلا تحويل ليجاندر، وهي توضح العلاقة بين الإنثالبي (الحرارة الكامنة الكلية في النظام) 
H وطاقة جيبس الحرةG (التي يمكن أن تخرج من النظام ويمكن الاستفادة منها) وتسميها بعض الكتب أيضا معادلة غيبس-هلمهولتز .
وطبقا لتلك الصيغة المبسطة فقد أدخل فيها التغير في الإنتروبية
{\displaystyle \Delta S} في النظام. وتعبر الإنتروبية لنظام عن مقياس العشوائية والهرجلة في النظام وبذلك تحمل معادلة جيبس-هلمهولتز ما نطق به القانون الثاني للديناميكا الحرارية والتي تنص على أن «الطبيعة تميل إلى اتخاذ أحد المستويات المنخفضة للطاقة في النظام»؛ مما يعني زيادة الهرجلة وضياع الانتظام لأن انخفاض الطاقة في نظام ما يصحبه ازدياد في مقدار انتروبيته (أي المقدار الشامل للتحول الطارئ على مستوى النظام).
العمليات أو التفاعلات ذات الإشارة «الموجبة» ل 
{\displaystyle \Delta G} 
تسمى عمليات ماصة للطاقة، والعمليات والتفاعلات الكيميائية التي يكون فيها تغير طاقة جيبس بإشارة «سالبة» تسمى عملية مصدرة للطاقة (أي تنتج من خلال التفاعل الحراري). 
تسير العمليات المصدرة للطاقة الحرارية من نفسها، بينما تسير العمليات الممتصة للحرارة فقط عند إمدادها بطاقة جيبس عن طريق التسخين.
وتبين الحالة الخاصة للتغير 
{\displaystyle \Delta G=0} : أن النظام في حالة توازن.